# Рагимов, Садых Гаджи Ярали оглы
Садых Гаджи Ярали оглы Рагимов (азерб. Sadıq Hacı Yarəli oğlu Rəhimov; 27 сентября 1914, Балаханы − 11 июня 1975, Баку) — советский государственный и партийный деятель. Председатель Совета Министров Азербайджанской ССР (1954—1958). Член ЦК КПСС (1956—1961). Депутат Верховного Совета СССР (1954—1962).

## Биография
Родился в селении Балаханы (ныне в черте г. Баку) в семье рабочего-нефтяника. Азербайджанец. В 1932 году окончил Бакинский нефтяной техникум им. Лассаля. Работал техником-механиком и начальником цеха на Бакинской обувной фабрике.
В 1937 году заочно окончил Азербайджанский индустриальный институт им. М. Азизбекова. После института — зам. гл. механика, гл. механик, директор фабрики.
Член партии с 1939 года. В 1941 году окончил ВПШ при ЦК ВКП(б). В 1941—1942 годах служил в Советской Армии, участник Великой Отечественной войны — начальник политотдела 160-й дивизии. Демобилизован по ранению.
Послужной список
- В 1942—1946 зам. наркома, в 1946—1949 министр текстильной промышленности Азербайджанской ССР,
- в 1949—1952 министр лёгкой промышленности Азербайджанской ССР,
- в 1952—1953 председатель исполкома Кировабадского (Гянджинского) областного Совета,
- в 1953—1954 министр промышленности товаров широкого потребления Азербайджанской ССР,
- в 1954—1958 председатель Совета Министров Азербайджанской ССР,
- в 1958—1961 председатель Государственного комитета при СМ Азербайджанской ССР по надзору за безопасным ведением работ в промышленности и горному надзору,
- в 1961—1965 начальник Главбакстроя,
- в 1965—1975 министр лёгкой промышленности Азербайджанской ССР.

Депутат Верховного Совета СССР 4, 5 созывов.
Похоронен в Баку на Аллее почётного захоронения. Дед министра молодёжи и спорта Азербайджана Азада Рагимова.

## Награды
Награждён орденом Ленина.